# Red Rose
Red Rose è una serie horror drammatica britannica del 2022, creata da Michael e Paul Clarkson e prodotta dalla Eleven. È stata trasmessa su BBC Three dal 15 agosto 2022 e resa disponibile integralmente su BBC iPlayer da quella data nel Regno Unito, e resa disponibile su Netflix a livello internazionale e nel Regno Unito dal 15 febbraio 2023.

## Trama
Ambientata a Bolton, questa serie ruota attorno ad un gruppo di amici che pianificano di trascorrere un'altra estate spensierata prima di andare al college. Tuttavia, i loro piani vanno in fumo quando un senso di pericolo incombe sul gruppo quando una di loro scarica un'app chiamata "Red Rose" che fa richieste sinistre che portano a conseguenze mortali se non eseguite.

## Episodi
Tutti gli episodi sono stati resi disponibili su BBC iPlayer la mattina del 15 agosto 2022, prima della loro trasmissione televisiva.
| Stagione       | Episodi | Prima TV originale | Pubblicazione Italia |
| -------------- | ------- | ------------------ | -------------------- |
| Prima stagione | 8       | 2022               | 2023                 |

## Produzione
La serie è una coproduzione tra Eleven e Entertainment One (eOne) per BBC Three e Netflix. eOne controlla la distribuzione internazionale della serie.
La serie è stata annunciata per la prima volta nell'agosto 2019, con l'intenzione di una premiere su BBC Three e una trasmissione su BBC One. L'acquisizione dei diritti internazionali da parte di Netflix venne confermata nel febbraio 2020.

### Casting e riprese

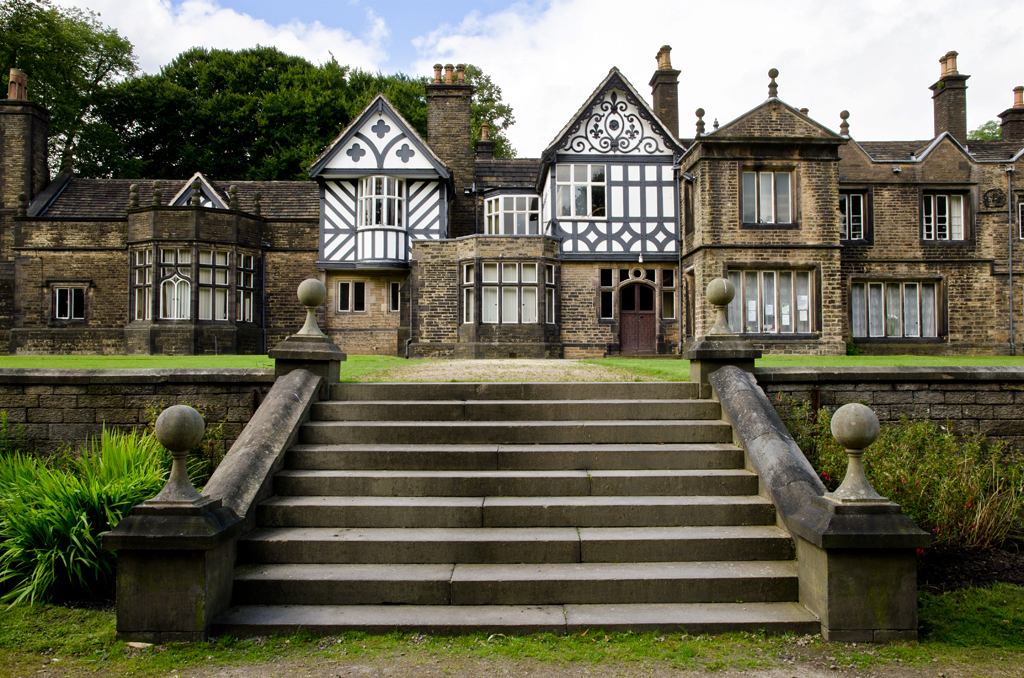
Parti della serie sono state girate a Smithills Hall in un sobborgo di Bolton

Le riprese erano originariamente programmate per l'inizio di giugno 2020, ma sono state posticipate al 2021 a causa del diffondersi della pandemia di COVID-19. Le riprese nei dintorni di Bolton e Manchester si sono svolte nella seconda metà dell'anno; quelle a Queens Park a Bolton all'inizio di giugno, quelle a Churchgate (incluso Ye Olde Man & Scythe) a fine luglio, quelle ad Halliwell nel mese di settembre, quelle a Farnworth a Kearsley ad ottobre e quelle intorno a Bridge Street a Bolton a novembre. Altre location delle riprese includevano il centro di Bolton, i West Pennine Moors, e Le Mans Crescent a Bolton per le scene dell'episodio finale della serie, così come Queens Park, Bridge Street, Scout Road, Church Road tra Farnworth e Kearsley, Westhoughton, Wilton Quarries tra Belmont Road e Scout Road, Smithills Hall e Bolton Town Hall. Secondo il The Bolton News, i gemelli Clarkson hanno "sperato che questo avrebbe dato alla loro serie un senso di autenticità, con il dramma ambientato anche in città",
I Clarkson hanno riferito che ci sono stati alcuni casi in cui non sono stati in grado di fare delle riprese a Bolton; "Se non riuscivamo a trovare nulla di appropriato per le riprese – ad esempio volevamo girare in un certo bagno pubblico a Bolton ma non era abbastanza grande per le riprese, così abbiamo dovuto trovarne uno che fosse nelle vicinanze, a Manchester"
Il casting è stato annunciato nel maggio 2022, con gli sceneggiatori che hanno acclamato il modo di recitare degli attore per "aver interpretato in modo così brillante lo spirito del Nord con le loro interpretazioni sfumate, devastanti ed esilaranti".